# Rusalka (protipartyzánská operace)
Rusalka (rusky Русалка, německy Nixe) byl krycí název pro kárnou (trestnou) protipartyzánskou operaci kárných sil na území okupovaného Běloruska. Operace probíhala v oblasti okolo Červeného jezera, Minské a Poleské oblasti v období 24. února – 1. března 1943. 

## Výchozí podmínky a cíle operace
Operace Rusalka byla namířena proti partyzánské oblasti v okolí města Ljubaň. Tato vznikala již v prvních týdnech války po napadení SSSR v roce 1941. První větší operace, kterou o sobě partyzáni dali vědět, byla provedena 7. listopadu 1941 (výročí říjnové revoluce). Napadené německé posádce ukořistili zbraně, střelivo, jídlo a oblečení. Na přelomu let 1941 – 1942 se utvořila oblast mimo kontrolu německých sil. Centrum této zóny se nacházelo poblíž vesnice Zyslav (rusky Зыслав). Od května 1942 bylo zavedeno obousměrné rádiové spojení s Moskvou. V létě 1942 bylo v oblasti postaveno polní letiště, díky kterému partyzáni získali napojení na zásobování ze SSSR a od září 1942 pravidelné letecké spojení do SSSR. Do června 1942 bylo od nacistů vyčištěno 418 osad. Do konce roku 1942 bylo osvobozeno území o rozloze asi 4 000 kilometrů čtverečných.
Pro partyzánskou oblast byl typický bažinatý terén, lesy a nerozvinutá silniční infrastruktura, které velmi ztěžovala pohyb kárných jednotek v oblasti. Podmínky a situaci v partyzánské oblasti charakterizuje následující citát partyzánského velitele:
| „                                   | Moje partyzánská jednotka dorazila po zasněžených cestách na břeh Červeného jezera. To je jeden z nejodlehlejších koutů Poleské oblasti. Partyzáni zde byli pány území. Přišli jsme sem jako k nám domů. Všechny cesty kontrolovaly partyzánské hlídky, každá vesnice byla základnou nějakého oddílu. | “ |
| — Sidor Kovpak, partyzánský velitel | |   |

Operace Rusalka byla provedena na rozkaz Reichsführera SS Himmlera. Provedení operace veleli Erich von dem Bach-Zelewski a Hans-Adolf Prützmann. Operace Rusalka byla pokračováním operace Hornung. Zpravodajci SD předpokládali, že partyzáni v zimním období jsou počasím a podmínkami nuceni být ubytováni ve vesnicích. Proto také bylo nařízeno zničení vesnic a likvidace obyvatel, aby se partyzáni neměli kde zachytit. Cílem operace bylo eliminovat partyzány v oblasti, ale především zničit síť jejich podporovatelů, a omezit tak jejich operační možnosti. Německé velení došlo k přesvědčení, že bez podpory civilního obyvatelstva nemají partyzáni šanci na přežití, a proto se ve svých trestních operacích zaměřilo především na civilisty. Tento záměr také předznamenával způsob a metody provedení operace, kterými bylo vypalování vesnic, odsun, či likvidace místních obyvatel. Vypálené oblasti se měly stát neobsazeným prostorem.
Cílem operace bylo způsobit co největší ztráty partyzánským útvarům, zničit jejich zázemí a ochrana železniční tratě Luninec – Kalinkoviči – Žlobin – Osipoviči – Ljachoviči (rusky Лунинец – Калинковичи – Жлобин – Осиповичи – Ляховичи). Dalším cílem bylo zabránit rozšíření partyzánského území na sever Běloruska a vyčerpávávání partyzánů neustálými rychlými přepady.

## Nasazené síly

### Německé okupační síly a spolupracující útvary
Operace se zúčastnilo asi 20 ochranných praporů wehrmachtu, 203. ochranná divize (německy 203. Sicherungs-Division (Wehrmacht)), jízdní divize SS, prapory Běloruské pomocné policie, 25. loyšský policejní prapor a vzdušný průzkum a podpora. 

### Sovětské síly
Partyzánskou oblast hájily jednotky minských partyzánských oddílů (cca 1 300 osob), velitel F. I. Pavlovský: 
- 25. partyzánská brigáda P. K. Ponomarenka.
- 37. partyzánská brigáda A. J. Ponomarenka.
- 64. partyzánská brigáda V. P. Čkalova.
- 121. partyzánská brigáda A. F. Bragina.
- 258. partyzánská brigáda V. V. Kujbyševa.[4]

## Průběh operace

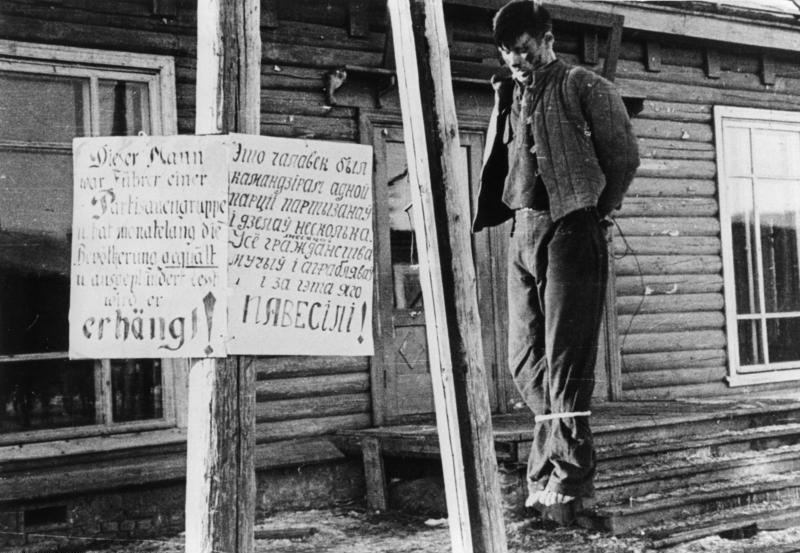
Poprava partyzána. Nápis na ceduli vlevo: "Tento muž byl vůdcem partyzánské skupiny, měsíce mučil obyvatelstvo a plenil, proto je oběšen.".

Soustředění trestných jednotek prozradilo nastávající operaci, a proto partyzáni varovali civilní obyvatele, aby uprchli z vesnic, čímž se podařilo snížit ztráty civilních obyvatel. Ale i přesto represe tvrdě dopadly na civilní obyvatelstvo, jejichž způsob provedení charakterizuje citát očitého svědka o provedeném zničení vesnice a popravu obyvatel:
| „                                                       | Klečeli jsme na kolenou v řadě, pak začala střelba z automatů. Zranění sténali, chrčeli a ozýval se hrozný křik. Okamžitě mne rozbolela hlava, ale neztratil jsem vědomí. Je mi líto mého malého bratra. Vidím ho jen koutkem oka, chvěje se a najednou se jeho hlava před mýma očima roztříští na kusy na všechny strany. Neviděl jsem ani necítil, jak na mě moje zavražděná matka padla s malým Míšou v náručí... Pak jsem se probral a myslím si, že jsem mrtvý...Sláma hoří, moje šaty hoří...Mám na sobě jen přehoz mokrý od krve mé matky, plný děr a ohořelý. | “ |
| — Citát z knihy Больно даже мертвым: полесская трагедия | |   |

Německé velení se pokoušelo náhlými překvapivými výpady zničit partyzánské oddíly. S ohledem na jejich sílu byly kárné jednotky odraženy, a proto se zaměřily na civilisty. Partyzáni na výpady reagovali pružnou taktikou – ústup před kárnými jednotkami a úder na jiném místě.

## Výsledky operace
Provedená operace nezpůsobila žádné významné škody partyzánským oddílům, které předem opustily obklíčení, ale přinesla značné ztráty mezi civilním obyvatelstvem, které se nestačilo ukrýt. Protipartyzánské oddíly svou činnost zaměřily na síť podporovatelů, a proto represe byly namířeny především proti civilnímu obyvatelstvu. Jen 25. lotyšský policejní prapor zastřelil 696 žen, starých lidí a dětí, zkonfiskoval 300 kusů dobytka a 50 centů obilí.
SD hodnotila provedenou akci následovně:
| „ | Operace Rusalka společně provedená bezpečnostní policií a silami wehrmachtu v oblasti Červeného jezera v současné době byla skončena. Po zničení vesnic zamořených bandity a nepřátelskými předsunutými hlídkami bylo zničeno mnoho opevněných obytných bunkrů a velitelských stanovišť, zastřeleno přes 400 banditů a jejich kompliců, evakuováno asi 1 000 lidí a zajištěno velké množství dobytka. | “ |
| — Zpráva č. 46 německé bezpečnostní policie a SD o výsledcích operace Rusalka z 19. března 1943, podpis Erich von dem Bach-Zelewski | |   |

Zdokumentované vypálené vesnice jsou uvedeny v tabulce.
| Název vesnice | Běloruský název | Ztráty |
| ------------- | --------------- | ------ |
| Domanoviči    | Даманавічы      | 267    |
| Pisaroviči    | Пісаравічы      | 220    |
| Puziči        | Пузічы          | 770    |
| Ljudvinov     | Людзвіноў       | 125    |

Více než 1 000 lidí bylo zavlečeno do Německa na nucené práce. Tato akce spolu s operací Hornung předznamenala, jak budou kárné operace vypadat a po těchto událostech se stalo běžnou praxí likvidace civlistů na okupovaných územích pro pouhé podezření, že by mohli být nápomocni partyzánům.
V roce 1968 byl ve vesnici Malije Gorodjatiči (rusky Малые Городятичи) postaven pomník obětem se sochou Nepokoření (rusky Непокоренные).
Alexandr Fedorovič Jasko v roce 2012 na podnět vzpomínek svých rodičů, archivních materiálů a dalšího bádání napsal knihu "Больно даже мёртвым: Полесская трагедия" (rusky) ISBN 978-985-6630-68-5.